# Rudolph Wurlitzer
Franz Rudolph Wurlitzer (* 1. Februar 1831 in Schöneck, Sachsen; † 14. Januar 1914 in Cincinnati, Ohio) war ein deutschamerikanischer Musikinstrumentenbauer und -händler, der insbesondere mit den nach ihm benannten Pianos und Musikboxen berühmt wurde.

## Werdegang
Bereits einer seiner frühen Vorfahren, Nicholas Wurlitzer (* 1659), stellte Lauten her. Rudolph Wurlitzer besuchte Schulen in Schöneck und Plauen. Sein Vater, Christian Gottfried Wurlitzer, war Musikinstrumentenhändler, 12 km von Schöneck entfernt, in Markneukirchen im Musikwinkel. Insbesondere ab 1851 etablierte sich hier ein reger Handel mit Saiten- und Blasinstrumenten. Nach seiner Ausbildung im Familiengeschäft vergrößerten sich die Konflikte zwischen Vater und Sohn, weil Rudolph nach Amerika auswandern wollte. Als schließlich der Vater seinen jüngsten Sohn, Constantin, zum Firmeninhaber ernannte, wurde Rudolphs Wunsch nach Auswanderung stärker. Der Firmengeschichte zufolge gab ihm sein Onkel 80 Dollar für die Passage mit dem Schiff, das ihn im Juni 1853 von Bremen nach Hoboken (New Jersey) brachte.
Mittellos und ohne Englischkenntnisse wurde er Verkäufer in einem Lebensmittelgeschäft. Auf der Weiterreise fand er in Philadelphia keine Arbeit und schlug sich nach Cincinnati durch, wo er als Hausierer arbeitete. 1854 stellte ihn das Bankhaus Heidelbach & Seasonground (die erste Investmentbank der Stadt) in Cincinnati an. Der nahegelegene Einzelhandel für Musikinstrumente weckte seine Aufmerksamkeit. Insbesondere die im Vergleich zu Sachsen geringere Qualität der amerikanischen Instrumente und das hohe Preisniveau aus Deutschland importierter Instrumente, bedingt durch mehrere Zwischenhändler auf dem Weg von deutschen Herstellern nach Cincinnati. Wurlitzer umging den Zwischenhandel. Er sandte seiner Familie Ersparnisse von 700 Dollar, samt einer Liste von Instrumenten und detaillierten Versandinstruktionen mit der Bitte, ihm die gewünschten Instrumente zu schicken. Er erhielt Saiten- und Blasinstrumente, die er dem lokalen Einzelhandel für 2.200 Dollar verkaufte.

## Firmengründung

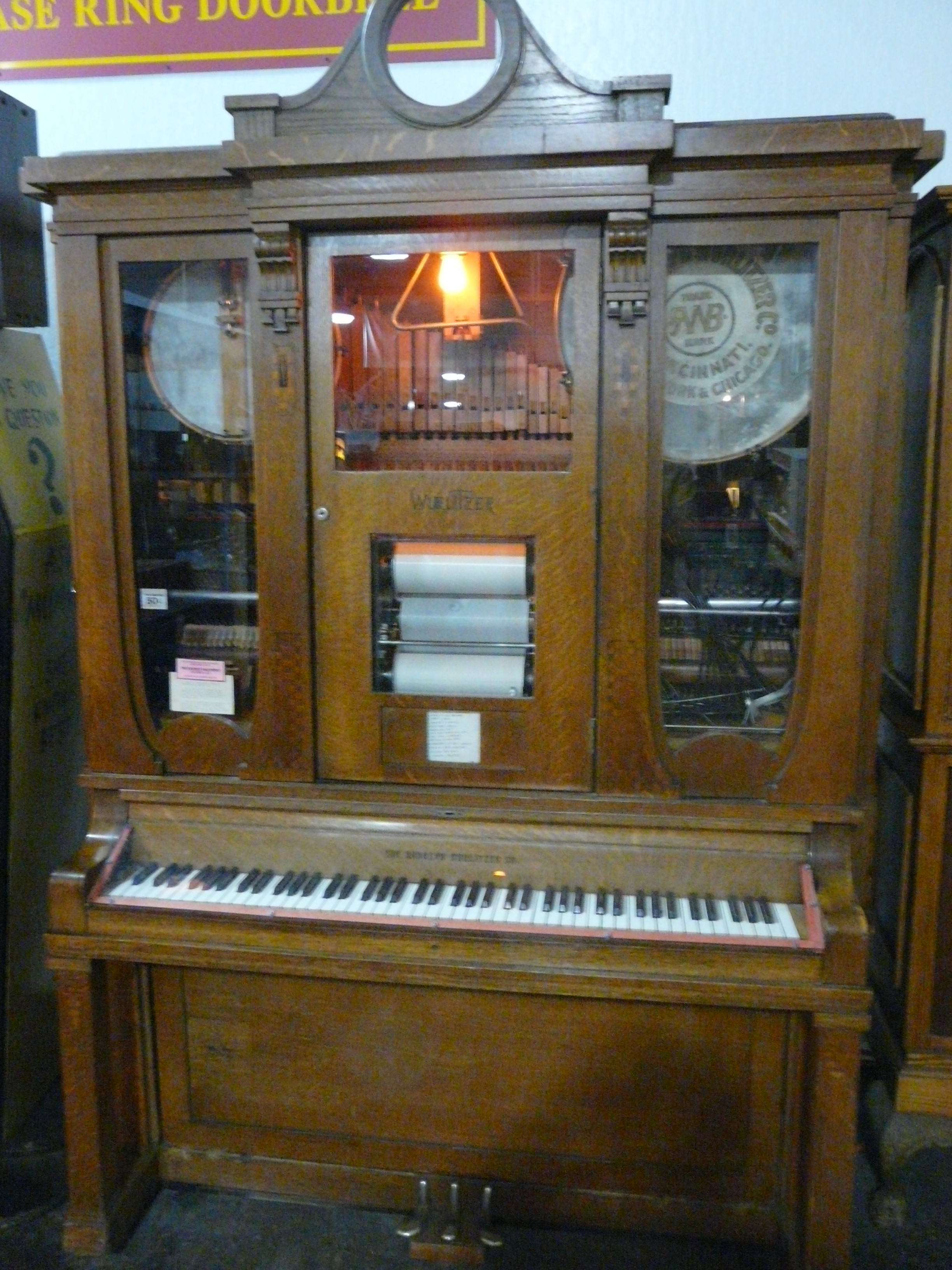
Wurlitzer Orchestrion von 1912

Im August 1856 gründete er im Masonic Building von Cincinnati sein erstes Unternehmen mit dem Namen Rudolph Wurlitzer Company. Die Firma wuchs schnell und zog 1858 in größere Geschäftsräume um. Ein Zufall brachte ihm den Großauftrag zur Lieferung von Trommeln an die US-Armee ein, die er zum Teil selbst herstellen ließ. Deshalb gab er seinen Bankjob 1859 auf. Am 8. Oktober 1859 wurde ihm die US-Staatsbürgerschaft verliehen. 1861 begann er mit der Produktion von Musikinstrumenten, bereits 1865 war seine Firma der größte Anbieter von Musikinstrumenten in den USA. Nach seiner Heirat 1868 mit der Elsässerin Leony Farny (1842–1931), der Schwester des Malers Henry Farny, kamen sechs Kinder zur Welt. Howard Eugene Wurlitzer wurde 1871 geboren und trat 1889 in die Firma seines Vaters ein. Zwischenzeitlich war Rudolph Wurlitzers Bruder 1872 ebenfalls ausgewandert und trat als Mitgesellschafter in die umbenannte Firma Rudolph Wurlitzer and Brother ein. Ab 1880 führte das Geschäft bereits einen über 200 Seiten starken Katalog, im selben Jahr wurde das erste den Namen Wurlitzer tragende Piano gebaut. Zwei weitere Söhne, Rudolph Henry und Farney Reginald, traten 1894 und 1904 in die Firma ein. Außerdem kamen noch Sylvia, Leonie und Percival zur Welt. 1908 entstand eine große Produktionsstätte im Staate New York. 1899 entwickelte der Vater ein mit Münzen zu bezahlendes Klavier, das von einer vorgefertigten Zylinderrolle gespielt wurde – das Wurlitzer Tonophone. Das rasante Wachstum der amerikanischen Musikindustrie ließ auch Wurlitzers Firma anwachsen, so dass sie 1906 in ein sechsstöckiges Gebäude umzog. Eine der letzten Aktivitäten von Rudolph Wurlitzer sen. war im Jahre 1910 der Erwerb eines bankrotten Orgelherstellers, der Hope-Jones Organ Company. 
Als Wurlitzer 1914 verstarb, waren seine drei Söhne bereits in der Firma als Führungskräfte etabliert. Sein Urenkel Rudolph „Rudy“ Wurlitzer (* 1937) ist Schriftsteller und Drehbuchautor.